# Lenny Krieg
Lenny Krieg (Berlino, 5 agosto 2002) è un giocatore di football americano tedesco che milita nel ruolo di kicker per gli Atlanta Falcons della National Football League (NFL). Dopo aver giocato per gli Stuttgart Surge dell'European Football League (EFL) è entrato nella NFL partecipando all'International Player Pathway Program

## Carriera
Krieg ha iniziato la sua carriera sportiva come calciatore, prima di appassionarsi al football americano e di mettersi ad imparare in autonomia la tecnica per calciare field goal attraverso tutorial su YouTube e Instagram, dopo che suo fratello maggiore, tornato dall'università in Wisconsin, gli aveva trasmesso entusiasmo per questo sport.

### Berlin Adler
Nel 2020 Krieg andò a giocare nelle giovanili dei Berlin Adler, militando nella squadra under-19 con cui nel 2021 vinse il campionato juniores della Germania settentrionale. Nel 2022 fu promosso in prima squadra e nominato rookie dell'anno.

### Stuttgart Surge
Nel 2023 firmò per un anno con gli Stuttgart Surge della European League of Football, realizzando in stagione otto dei dieci field goal calciati e rinnovando quindi per un altro anno con la squadra di Stoccarda. Nella stagione 2024 Krieg realizzò un record di 99 punti per i Surge, venendo nominato nell'ELF All-Stars First-Team.

### International Player Pathway Program
All'inizio del 2025 Krieg entrò nell'International Player Pathway Program, programma della NFL per il reclutamento di atleti non nordamericani. Nel febbraio 2025 prese parte all'NFL Scouting Combine, dove ebbe una prestazione notevole, realizzando tutti i 14 tentativi di field goal da distanze comprese tra 25 e 55 yard, l'unico tra i dodici kicker presenti a non commettere errori.

### Atlanta Falcons
Il 27 marzo 2025 Krieg firmò un contratto triennale con gli Atlanta Falcons.